# Prosopocera marshalli
Prosopocera marshalli là một loài bọ cánh cứng trong họ Cerambycidae.